# هرم نفايات

التسلسل الهرمي للنفايات.

التسلسل الهرمي للنفايات

التسلسل الهرمي للنفايات، أداة تستخدم في تقييم العمليات التي تحمي البيئة جنبًا إلى جنب مع استهلاك الموارد والطاقة، من الإجراءات الأكثر ملاءمة إلى الأقل ملاءمة. يحدد التسلسل الهرمي أولويات البرنامج المفضلة على أساس الاستدامة. من الضروري اتباع نهج كامل لتكون إدارة النفايات مستدامة، إذ لا تكفي حلول الخطوات النهائية للتعامل مع هذا الموضوع.
يشير التسلسل الهرمي لإدارة النفايات إلى ترتيب تفضيل العمل على تقليل النفايات وإدارتها، ويُطرح عادةً بشكل تخطيطي على شكل هرم. يجسد التسلسل الهرمي تطور مادة أو منتج خلال مراحل متتالية من إدارة النفايات، ويمثل الجزء الأخير من دورة حياة كل منتج.
يهدف التسلسل الهرمي للنفايات إلى استخراج أقصى قدر من الفوائد العملية من المنتجات، وتوليد الحد الأدنى من كمية النفايات. يمكن أن يكون للتطبيق السليم للتسلسل الهرمي للنفايات العديد من الفوائد، إذ يُحتمل أن يساعد في منع انبعاثات غازات الاحتباس الحراري، وتقليل الملوثات، وتوفير الطاقة، والحفاظ على الموارد، وخلق فرص العمل، وتحفيز تطوير التقنيات الخضراء.

## مفهوم دورة الحياة
تؤثر جميع المنتجات والخدمات أيًّا كانت على البيئة، انطلاقًا من استخراج المواد الخام للإنتاج وصولًا إلى التصنيع والتوزيع والاستخدام والتخلص منها. سيتيح اتباع التسلسل الهرمي للنفايات بشكل عام الخيار الأكثر كفاءة في استخدام الموارد والأكثر سلامة بيئيًا، ولكنه يمكن أن يحسن في بعض الحالات، القرارات داخل التسلسل الهرمي أو الخروج عنه إلى نتائج بيئية أفضل.
يمكن استخدام مفهوم دورة الحياة والتقييم المرتبط بها، لدعم اتخاذ القرار في مجال إدارة النفايات وتحديد أفضل الخيارات البيئية. يمكن أن يساعد صانعي السياسات على فهم الفوائد والمفاضلات التي يتعين عليهم مواجهتها عند اتخاذ القرارات بشأن استراتيجيات إدارة النفايات.
يوفر تقييم دورة الحياة نهجًا لضمان إمكانية تحديد أفضل نتيجة للبيئة وتطبيقها. يتضمن النظر في جميع مراحل حياة المنتج لمعرفة أين يمكن إجراء التحسينات لتقليل التأثيرات البيئية وتحسين استخدام الموارد أو إعادة استخدامها. يتجسد الهدف الرئيسي بتجنب الإجراءات التي تحول التأثيرات السلبية من مرحلة إلى أخرى. يمكن تطبيق مفهوم دورة الحياة على المراحل الخمس للتسلسل الهرمي لإدارة النفايات.
أظهر تحليل دورة الحياة مثلًا، أفضلية استبدال الغسالة القديمة بدلًا من الاستمرار في استخدام آلة قديمة أقل كفاءة في استخدام الطاقة، وأكثر إنتاجًا للنفايات، إذ يتجلى أكبر تأثير بيئي للغسالة أثناء مرحلة استخدامها. يقلل شراء آلة موفرة للطاقة واستخدام المنظفات منخفضة الحرارة من الآثار البيئية.
أدخل التوجيه الإطاري لنفايات الاتحاد الأوروبي مفهوم دورة الحياة في سياسات النفايات. يعطي نهج الازدواجية هذا رؤية أوسع لجميع الجوانب البيئية ويضمن أن أي إجراء له فائدة عامة مقارنة بالخيارات الأخرى. يجب أن تكون إجراءات التعامل مع النفايات على طول التسلسل الهرمي متوافقة مع المبادرات البيئية الأخرى.

## التحديات التي تواجه السلطات المحلية والإقليمية
يجوز تفويض مهمة تنفيذ التسلسل الهرمي للنفايات في ممارسات إدارة النفايات داخل البلد إلى المستويات الحكومية المختلفة (الوطنية والإقليمية والمحلية) وإلى عوامل أخرى محتملة، بما فيها الصناعات والشركات الخاصة والأسر. يُحتمل أن تواجه القضايا التالية، السلطات المحلية والإقليمية بشكل خاص، عند تطبيق نهج التسلسل الهرمي للنفايات.
- وجوب وضع إستراتيجية متماسكة لإدارة النفايات.
- وجوب إنشاء أنظمة تجميع وفرز منفصلة للعديد من مجاري النفايات المختلفة.
- وجوب إنشاء مرافق مناسبة للمعالجة والصرف.
- الحاجة إلى تأسيس تعاون أفقي فعال بين السلطات المحلية والبلديات، وتعاون رأسي بين المستويات الحكومية المختلفة، من المحلية إلى الإقليمية وعلى المستوى الوطني عندما يكون ذلك مفيدًا.
- إيجاد التمويل لإنشاء البنية التحتية لإدارة النفايات المستدامة باهظة الثمن أو تطوريها، من أجل تلبية احتياجات إدارة النفايات.
- وجوب التغلب على نقص البيانات المتاحة حول استراتيجيات إدارة النفايات، وتلبية متطلبات الرصد لتنفيذ برامج النفايات.
- ضرورة وضع إجراءات إنفاذ ومراقبة الخطط والممارسات التجارية وتطبيقها، لتحقيق أقصى قدر من الفوائد على البيئة وصحة الإنسان.
- نقص القدرات الإدارية على المستوى الإقليمي والمحلي. من الضروري التغلب على نقص التمويل والمعلومات والخبرة الفنية من أجل التنفيذ الفعال ونجاح سياسات إدارة النفايات.

## تاريخ المصطلح
هرم النفايات اتخذ أشكالا عديدة على مدى العقد الماضي، ولكن بقي المفهوم الأساسي حجر الزاوية في معظم استراتيجيات الحد من النفايات. الهدف من التسلسل الهرمي للنفايات هو الحصول على أكبر قدر من المنافع العملية من المنتجات وأيضا احداث الحد الأدنى من النفايات.
في عام 1975، أدخل التوجيه الإطاري للنفايات الصادر عن الاتحاد الأوروبي (1975/442/EEC) لأول مرة عناصر مفهوم التسلسل الهرمي للنفايات في السياسة الأوروبية للنفايات.

## المفهوم الحديث
بعض الخبراء في مجال إدارة النفايات أدرجت مؤخرا 'المفهوم الرابع' : «إعادة التفكير»، ومعناها ضمنيا أن النظام الحالي قد يكون فيه عيوب جوهرية، ووجود نظام شامل فعال لإدارة النفايات قد يحتاج لطريقة جديدة تماما في النظر إلى النفايات. تقنين المصدر يضم الجهود الرامية إلى الحد من النفايات الخطرة وغيرها من المواد عن طريق تعديل الإنتاج الصناعي.

## طرق التقنين
طرق تقنين المصدر تشمل تغييرات في تكنولوجيا التصنيع، مدخلات المواد الخام، وتركيبة المنتج. في بعض الأحيان، مصطلح «منع التلوث» قد يشير إلى تقنين المصدر.
طريقة أخرى لتقنين المصدر هي زيادة الحوافز لإعادة التدوير. العديد من المجتمعات في الولايات المتحدة تعمل على تطبيق معدل التسعير المتغير للتخلص من النفايات (المعروف أيضا باسم «إدفع حسب ما ترمي») وهو فعال في تقليل حجم تدفق النفايات المحلية. '
تقنين المصدر يقاس عادة بالكفاءة وتقليل النفايات. الحد من استخدام المواد السامة هو نهج أكثر إثارة للجدل في تقنين المصدر حيث أنه يستهدف ويقيس التقنين في الاستخدام المعاكس للمواد السامة. يبرز نهج الحد من استخدام المواد السامة كأكثر الجوانب الوقائية لتقنين المصدر ولكن، نظرا لتركيزها على المدخلات الكيميائية السامة، عورضت بقوة أكبر من قبل مصنعي المواد الكيميائية. أنشئت برامج الحد من استخدام المواد السامة بموجب التشريعات في بعض الولايات الأمريكية، على سبيل المثال، ماساتشوستس ونيو جيرسي وأوريغون.